# Aurora Place
Aurora Place es el nombre común de la torre de oficinas y el edificio residencial, diseñados por Renzo Piano y premiados, situados en Macquarie Street, Sídney, Australia. Su nombre oficial es RBS Tower. La estructura de 41 plantas tiene una altura de 218 m hasta la parte superior de la aguja y 188 m hasta la azotea.
El edificio tiene una forma geométrica extraña, donde ningún panel es paralelo a ninguna cuadrícula. La fachada este se ensancha ligeramente desde su base, alcanzando su anchura máxima en las plantas superiores. La forma curvada y retorcida de la fachada este pretende corresponder espacialmente con la Ópera de Sídney y representar el sublime ambiente marino del Puerto. El muro cortina exterior de cristal se extiende más allá de la estructura principal, creando una ilusión de independencia. La aguja de cristal unida a la fachada norte tiene una longitud de 75 m.

## Historia
El edificio fue construido en la parcela del antiguo Edificio de Oficinas del Gobierno de Nueva Gales del Sur por Bovis Lend Lease. Las hipótesis de una torre planeada se presentaron primero al Comité de Planificación de Sídney Central en 1996, cuando tres importantes arquitectos: Mark Carroll, Shunji Ishida y Renzo Piano presentaron el innovador proyecto. El edificio fue vendido en enero de 2001 por $ 485 millones. Aurora Place fue el ganador del prestigioso 2002 Property Council of Australia Rider Hunt Award, por cualidades técnicas y financieras. El 2 de junio de 2009 el escalador urbano Alain Robert escaló el edificio en protesta contra el cambio climático.

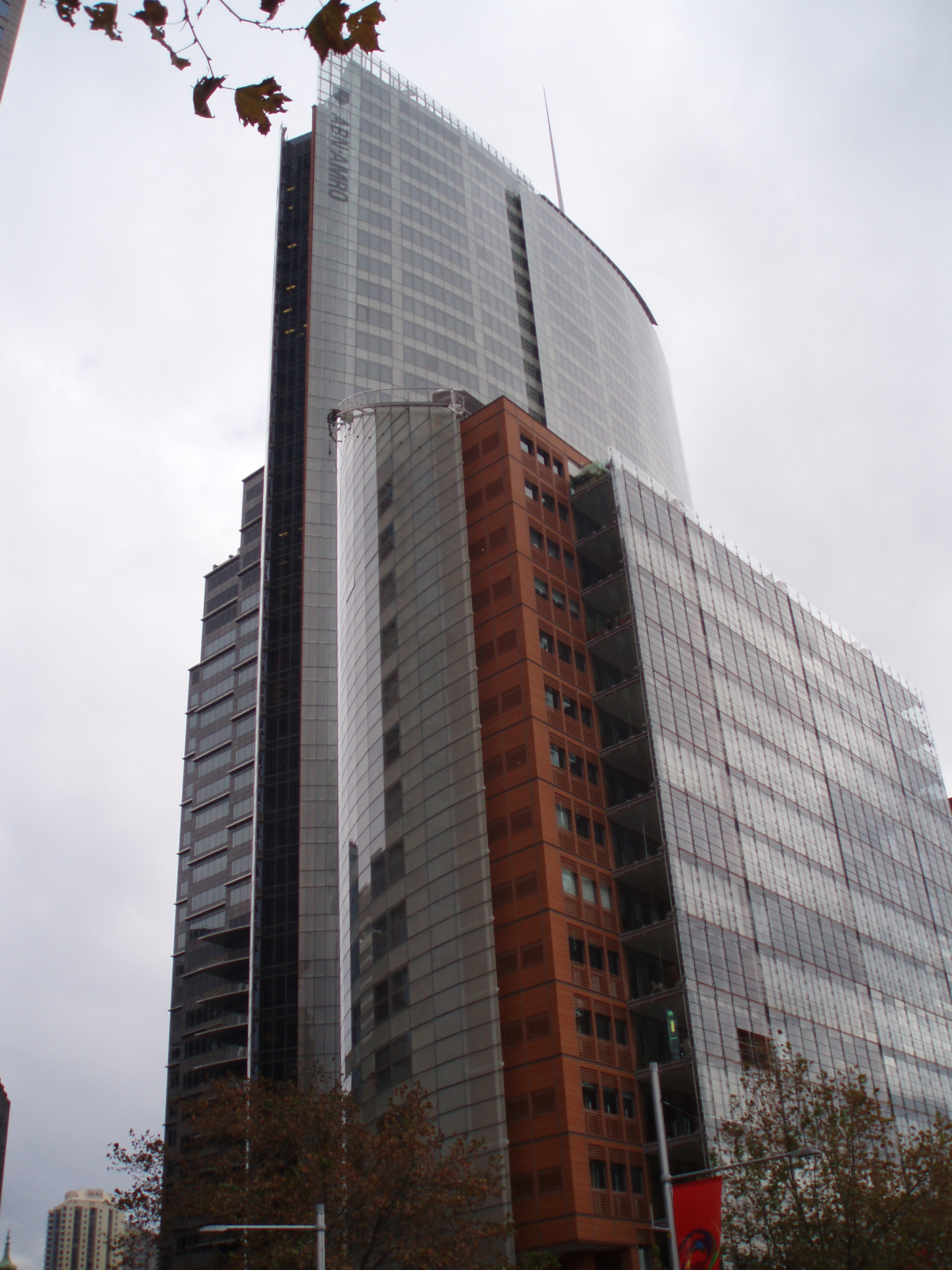
Aurora Place desde Macquarie Street

## Materiales de la construcción
Los materiales usados en este edificio son exclusivos en comparación con sus vecinos, Chifley Tower [Kohn, Pederson Fox architects, 1988] y Governor Phillip Tower [Denton, Corker Marshall architects, 1994]. La fachada, que constituye el principal componente del edificio, es de vidrio poroso de color blanco lechoso que ha sido laminado. La estética del material da una metáfora visual de un barco velero. Está inspirado por el embaldosado de la Ópera de Sídney, que está a menos de media milla al norte. Los azulejos de terracota cubren gran parte de la sección inferior del edificio para contrastar con el revestimiento de cristal, dominado por el blanco. También reconcilia el lobby, revestido de naranja, y el complejo residencial.

## Ocupantes
Un asociado de Mulpha Australia - una empresa de propiedades que posee la exclusiva isla privada Hayman en la Gran Barrera de Arrecifes y el cercano Intercontinental Sydney, vive en un apartamento desconocido de Aurora Place.